# Monaster Stuplje
Monaster Stuplje (serb. Манастир Ступље, Manastir Stuplje) – męski klasztor prawosławny we wsi Gornji Vijačani w Bośni i Hercegowinie, w Republice Serbskiej, w jurysdykcji eparchii banjaluckiej Serbskiego Kościoła Prawosławnego.

## Historia
Monaster Stuplje pierwszy raz wzmiankowany jest w Pomeniku Kruszewskim, zbiorze imion mnichów do wspominania podczas modlitwy w intencji zmarłych, w jego części datowanej na II połowę XV w. Zmarli mnisi z klasztoru Stuplje zostali w nim wskazani obok nieżyjących ascetów z nieodległego monasteru Liplje. Oznaczałoby to, że monaster powstał przed podbojem Królestwa Bośni przez Osmanów w 1463 r. Brakuje natomiast źródeł wskazujących fundatorów i pierwszych dobroczyńców monasteru; ludowa tradycja łącząca jego powstanie z postacią króla serbskiego Dragutina nie może zostać jednoznacznie potwierdzona. 
W 1696 r. w spisanej w monasterze Orahovica kronice zapisano, iż za sprawą najazdu tureckiego monasteru Stuplje i Leplje zostały spalone i całkowicie opustoszały. W Orahovicy, tj. za rzeką Sawą na terytorium austriackim, osiadło sześciu mnichów ze zniszczonego klasztoru, który, jak wynika z innych zapisów powstałych w Orahovicy, działał wcześniej przez cały XVII w.   
Dokładną lokalizację całkowicie zniszczonego monasteru ustalono dopiero w toku badań naukowych w terenie w 1994 r. Na podstawie zachowanych wzmianek wytypowano do badań archeologicznych miejsce określane jako Crkvište (dosł. cerkwisko), gdzie faktycznie odsłonięto fundamenty monasterskiej cerkwi, zaś w 1997 r. także ślady budynku mieszkalnego i innych obiektów klasztornych. W 1994 r. monaster otrzymał w Republice Serbskiej status zabytku. 
W 2009 r. z inicjatywy biskupa banjaluckiego, Efrema, Monaster Stuplje został restytuowany. Na nowo zbudowano cerkiew i budynek mieszkalny, a w klasztorze osiadł jeden mnich.